# 聚四氢呋喃
聚四氢呋喃（Polytetrahydrofuran）是一种有机高分子化合物，分子式(C
4H
8O)nOH2，结构式HO-(-(CH2)4O-)n-H。它可视作四氢呋喃（THF）开环分子间聚合的产物；或是1,4-丁二醇分子间缩聚的产物，因此也称（poly(tetramethylene ether) glycol，缩写PTMEG）。 
商业上出售的聚四氢呋喃分子量较低，在250到3000之间。这种产品外观为白色蜡状固体，熔点30 °C。经处理可制得分子量达40,000以上的高聚物。
各公司使用的商品名有：Invista的“Terathane”；BASF的“PolyTHF”。BASF在德国路德维希港年产量250,000吨。

## 应用
聚四氢呋喃主要用于弹性纤维的合成，如氨纶和聚氨酯。后者的工艺中聚氨酯作为前聚体之一首先溶于溶剂。用于人造革的制造时，聚四氢呋喃与异氰酸酯同为原料，或与异氰酸其他衍生物反应，得到聚氨酯。

## 合成
聚四氢呋喃主要通过四氢呋喃的聚合反应制造。整个过程从天然气开始，合成甲醛，然后得丁二醛，丁二醇，催化脱水得四氢呋喃，最后开环聚合。